# Air Arabia
Air Arabia (араб. العربية للطيران‎) — арабская бюджетная авиакомпания со штаб-квартирой в городе Шарджа, работающая на рынке пассажирских перевозок из аэропортов Шарджи и Александрии, а также из четырёх аэропортов в Марокко, в страны Ближнего Востока, Юго-Восточной Азии, Европы и СНГ.
Авиакомпания является первым бюджетным авиаперевозчиком на Ближнем Востоке, осуществляя полёты в 89 городов мира. Air Arabia отличается от многих низкобюджетных перевозчиков тем, что она предлагает перелёты между пунктами назначения с пересадкой в базовом аэропорту Шарджи; также бесплатно предоставляется услуга перевозки багажа. Авиакомпания имеет свои дочерние подразделения — Air Arabia Egypt в Александрии, Египет и Air Arabia Maroc в Касабланке.

## История
Air Arabia объявила на пресс-конференции 9 сентября 2009 года, что они создадут новую авиакомпанию, которая будет базироваться в Египте, с группой Travco для развития туризма в Египте и расширения сети Air Arabia. Travco - крупнейшая туристическая компания Египта.

## Руководство и подразделения

### Штаб-квартира
Штаб-квартира компании расположена на территории международного аэропорта Шарджи. Аэропорт находится в 15 километрах от центральной части Дубая.

### Дочерние компании
- Fly Yeti (2007—2008) — в 2007 году Air Arabia подписала соглашение о совместном предприятии с непальской авиакомпанией Yeti Airlines и открыла базу в столице Непала Катманду, Новый авиаперевозчик Fly Yeti предполагался для обеспечения доступных и удобных авиаперевозок для широкого спектра международных направлений в Азии и на Ближнем Востоке. На начальном этапе компания использовала 1 самолёт Boeing 737-800, выполняя полёты по 4 направлениям из Непала. В связи с неопределенной политической и экономической ситуацией в Непале и отсутствием поддержки со стороны местного правительства, деятельность Fly Yeti была приостановлена с начала 2008 года.
- Air Arabia Maroc (с 2009 года) — Air Arabia, совместно с другими инвесторами создала дочернюю авиакомпанию в крупнейшем городе Марокко, Касабланке. Air Arabia Maroc начала свою работу 6 мая 2009 года, позволив расширить сеть авиаперевозок Air Arabia в страны Африки и Европы. Флот Air Arabia Maroc в настоящее время состоит из четырёх самолетов и выполняет рейсы по 12 направлениям в 7 стран мира, преимущественно в Европу.
- Air Arabia Egypt (с 2010 года) — 9 сентября 2009 года Air Arabia объявила о создании в Египте совместное предприятия с туристической группой Travco, которая будет базироваться в аэропорту Александрии. Новая авиакомпания получила лицензию на операционную деятельность 22 мая 2010, и выполнила первый рейс 1 июня 2010 года. Флот в Египте в настоящее время состоит из трех самолетов, выполняются регулярные рейсы по 10 направлениям в 7 странах мира.
- Air Arabia Jordan  — 7 июня 2010 года Air Arabia объявила, что заключён контракт с группой Tantash о создании компании Air Arabia Jordan, которая будет базироваться в Аммане, Иордания. Планировалось, что дочерняя авиакомпания будет выполнять рейсы из международного аэропорта Аммана в страны Европы, Ближнего Востока и Северной Африки. 14 июня 2011 года Air Arabia объявила о переносе планов по созданию хаба в Иордании в связи с нестабильной политической обстановкой в стране и региональным ростом цен на топливо. Но позже авиакомпания всё-таки начала деятельность в мае 2015 года.

## Маршрутная сеть
По состоянию на август 2012 года маршрутная сеть авиакомпании Air Arabia состоит из следующих пунктов назначения:
| [Базовый порт] | Базовый порт            |
| ^              | Планируемые направления |
| [О]            | Отменённые рейсы        |

## Флот
По состоянию на август  2016 года, флот Air Arabia состоит из 38 самолётов Airbus A320 со средним возрастом в 2,8 года. Все самолёты имеют одноклассную компоновку на 162 (168) кресел (экономкласса).Самолёты оборудованы индивидуальной системой развлечений, которая предоставляется за дополнительную плату.